# John Hanlon (Leichtathlet)
John Hanlon (John Austin Thomas Hanlon; * 18. Dezember 1905 in Portsmouth; † 17. Oktober 1983 in Morpeth) war ein britischer Sprinter. 
Bei den Olympischen Spielen 1928 in Amsterdam schied er über 400 m im Vorlauf aus.
1930 gewann er bei den British Empire Games in Hamilton mit der englischen 4-mal-110-Yards-Stafette Silber. Über 220 und 440 Yards schied er im Vorlauf aus.
1929 wurde er Englischer Meister über 220 und 440 Yards.

## Persönliche Bestzeiten
- 100 Yards: 9,6 s, 1930 (windunterstützt)
- 200 m: 21,8 s, 6. Juli 1929, London
- 440 Yards: 49,2 s, 1931